# Nicole Eggert
Nicole Elizabeth Eggert (Glendale, 13 januari 1972) is een Amerikaanse actrice.

## Levensloop en carrière
Eggert speelde haar eerste rol in de film Rich and Famous in 1981. In 1985 en 1986 speelde ze in Who's the Boss?. Tussen 1992 en 1994 speelde ze een hoofdrol in Baywatch. In 1998 speelde ze een rol in de film Siberia van Robert Jan Westdijk.
- Biblioteca Nacional de España: XX1260524
- Bibliothèque nationale de France: cb13965484j (data)
- International Standard Name Identifier: 0000 0001 1945 8634
- Library of Congress Control Number: no96042107
- Virtual International Authority File: 203619
- WorldCat: E39PBJwxKWbRbjqM3jQGgQjXBP